# Sin (gud)
För andra betydelser, se Sin (olika betydelser).

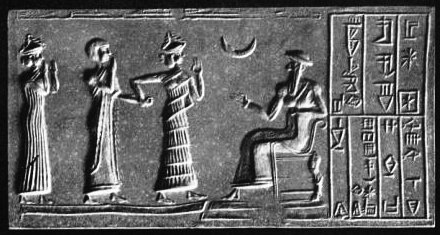
Dyrkan av månguden. Sin/Nanna ses på bilden som månskäran.

Sin var i mesopotamisk mytologi en gud som förknippades med månen och stadsstaten Ur.
Han betraktades som son till Enlil och Ninlil. Hans sumeriska namn var Nanna.